# Ivana Ilić
Ivana Ilić (in serbo Ивана Илић?; 8 giugno 2002) è una velocista serba.

## Record nazionali
Seniores
- Staffetta 4x100 m: 44"36 ( Smirne, 25 maggio 2024) (Ivana Ilić, Milana Tirnanić, Katarina Vreta, Anja Lukić)

Juniores (under 20)
- 100 metri piani: 11"38 ( Kraljevo, 5 giugni 2021)

## Progressione

### 60 metri piani
| Stagione | Misura  | Luogo    | Data      | Rank. Mond. |
| -------- | ------- | -------- | --------- | ----------- |
| 2025     | 7"62(i) | Belgrado | 29-1-2025 |             |
| 2024     | 7"35(i) | Belgrado | 17-2-2024 |             |
| 2023     | 7"41(i) | Belgrado | 18-2-2023 |             |
| 2022     | 7"42(i) | Belgrado | 23-1-2022 |             |
| 2021     | 7"46(i) | Belgrado | 6-2-2021  |             |
| 2020     | 7"68(i) | Istanbul | 26-1-2020 |             |
| 2019     | 7"75(i) | Belgrado | 20-2-2019 |             |
| 2018     | 7"75(i) | Belgrado | 27-1-2018 |             |
| 2017     | 7"85(i) | Belgrado | 18-2-2017 |             |
| 2016     | 7"99(i) | Novi Sad | 6-2-2016  |             |

### 100 metri piani
| Stagione | Misura | Luogo      | Data      | Rank. Mond. |
| -------- | ------ | ---------- | --------- | ----------- |
| 2025     | 11"91  | Kruševac   | 31-5-2025 |             |
| 2024     | 11"43  | Smirne     | 25-5-2024 |             |
| 2023     | 11"45  | Espoo      | 13-7-2023 |             |
| 2022     | 11"81  | Kruševac   | 20-7-2022 |             |
| 2021     | 11"38  | Kraljevo   | 5-6-2021  |             |
| 2020     | 11"89  | Novi Pazar | 5-9-2020  |             |
| 2019     | 12"04  | Belgrado   | 11-5-2019 |             |
| 2018     | 12"00  | Belgrado   | 12-5-2018 |             |
| 2017     | 12"21  | Belgrado   | 20-5-2017 |             |
| 2016     | 12"40  | Belgrado   | 14-5-2016 |             |

### 200 metri piani
| Stagione | Misura   | Luogo        | Data       | Rank. Mond. |
| -------- | -------- | ------------ | ---------- | ----------- |
| 2025     | 24"58    | Kruševac     | 15-6-2025  |             |
| 2024     | 23"49    | Roma         | 10-6-2024  |             |
| 2023     | 23"45    | Kraljevo     | 11-6-2023  |             |
| 2022     | 24"31(i) | Belgrado     | 23-1-2022  |             |
| 2021     | 23"62    | Kraljevo     | 6-6-2021   |             |
| 2020     | 24"59    | Novi Pazar   | 6-9-2020   |             |
| 2019     | 24"58    | Baku         | 24-7-2019  |             |
| 2018     | 24"63    | Buenos Aires | 16-10-2018 |             |
| 2017     | 25"14    | Belgrado     | 20-5-2017  |             |

## Palmarès
| Anno | Manifestazione            | Sede         | Evento            | Risultato  | Prestazione | Note                                     |
| ---- | ------------------------- | ------------ | ----------------- | ---------- | ----------- | ---------------------------------------- |
| 2018 | Europei U18               | Győr         | 100 m piani       | Batteria   | 12"23       |                                          |
| 2018 | Europei U18               | Győr         | 200 m piani       | Batteria   | 24"79       |                                          |
| 2018 | Europei U18               | Győr         | Staffetta svedese | Batteria   | 2'14"73     |                                          |
| 2018 | Giochi olimpici giovanili | Buenos Aires | 200 m piani       | 13ª        | 49"78       | [ 1 ]                                    |
| 2021 | Europei U20               | Tallinn      | 100 m piani       | Argento    | 11"42       |                                          |
| 2021 | Europei U20               | Tallinn      | 200 m piani       | 4ª         | 23"75       |                                          |
| 2021 | Mondiali U20              | Nairobi      | 100 m piani       | 5ª         | 11"54       |                                          |
| 2021 | Mondiali U20              | Nairobi      | 200 m piani       | Semifinale | dnf         |                                          |
| 2022 | Giochi del Mediterraneo   | Orano        | 100 m piani       | Batteria   | 11"82       | [ 2 ]                                    |
| 2022 | Giochi del Mediterraneo   | Orano        | 200 m piani       | Batteria   | 24"39       |                                          |
| 2023 | Europei U23               | Espoo        | 100 m piani       | Semifinale | 11"45       |                                          |
| 2023 | Europei U23               | Espoo        | 200 m piani       | Semifinale | 24"42       |                                          |
| 2024 | Europei                   | Roma         | 100 m piani       | Batteria   | 11"62       |                                          |
| 2024 | Europei                   | Roma         | 200 m piani       | Batteria   | 23"49       | Miglior prestazione personale stagionale |

## Campionati nazionali
- 2 volte campionessa nazionale serba dei 200 metri piani (2021, 2023)
- 2 volte campionessa nazionale serba indoor dei 200 metri piani (2023, 2024)
- 1 volta campionessa nazionale serba dei 100 metri piani (2021)
- 1 volta campionessa nazionale serba indoor dei 60 metri piani (2024)

2020
- Bronzo ai campionati serbi indoor (Belgrado), 60 metri piani - 7"71
- Argento ai campionati serbi (Novi Pazar), 100 metri piani - 11"89
- Bronzo ai campionati serbi (Novi Pazar), 200 metri piani - 24"59

2021
- Argento ai campionati serbi indoor (Belgrado), 60 metri piani - 7"46
- Oro ai campionati serbi (Kraljevo), 100 metri piani - 11"38
- Oro ai campionati serbi (Kraljevo), 200 metri piani - 23"62

2022
- Argento ai campionati serbi (Kruševac), 100 metri piani - 11"81

2023
- Argento ai campionati serbi indoor (Belgrado), 60 metri piani - 7"41
- Oro ai campionati serbi indoor (Belgrado), 200 metri piani - 24"10
- Argento ai campionati serbi (Kraljevo), 100 metri piani - 11"52
- Oro ai campionati serbi (Kraljevo), 200 metri piani - 23"59

2024
- Oro ai campionati serbi indoor (Belgrado), 60 metri piani - 7"35
- Oro ai campionati serbi indoor (Belgrado), 200 metri piani - 24"18
- Argento ai campionati serbi (Kraljevo), 100 metri piani - 11"56
- 4ª ai campionati serbi (Kraljevo), 200 metri piani - 23"76

## Altre competizioni internazionali
2018
- 5ª nella sua batteria al Festival olimpico estivo della gioventù europea, ( Győr), 100 metri piani - 12"59
- 5ª nella sua batteria al Festival olimpico estivo della gioventù europea, ( Győr), 200 m piani- 25"93

2019
- 14ª in batteria al Festival olimpico estivo della gioventù europea, ( Baku), 100 metri piani - 12"16
- 6ª al Festival olimpico estivo della gioventù europea, ( Baku), 200 m piani- 24"79
- 6ª al Festival olimpico estivo della gioventù europea, ( Baku), Staffetta svedese - 24"79

2021
- 11ª in batteria ai campionati balcanici indoor ( Istanbul), 60 metri piani - 7"68
- Argento ai Campionati europei a squadre, ( Limassol), 200 metri piani - 23"85
- 7ª ai Campionati europei a squadre, ( Limassol), staffetta 4x100 m - 45"25
- 4ª ai campionati balcanici ( Smederevo), 100 metri piani - 11"54
- 5ª ai campionati balcanici ( Smederevo), 200 metri piani - 23"65
- Argento ai campionati balcanici ( Smederevo), Staffetta 4x100 m - 45"58

2022
- 12ª in batteria ai campionati balcanici indoor ( Istanbul), 60 metri piani - 7"68
- 5ª ai campionati balcanici ( Craiova), 100 metri piani - 11"83
- 4ª ai campionati balcanici ( Craiova), Staffetta 4x100 m - 45"37

2023
- 4ª ai Campionati europei a squadre, ( Chorzów), 100 metri piani - 11"47
- 7ª ai Campionati europei a squadre, ( Chorzów), 200 metri piani - 23"57
- Squalificate ai Campionati europei a squadre, ( Chorzów), staffetta 4x100 m - DQ
- Oro ai campionati balcanici ( Kraljevo), 100 metri piani - 11"48
- 4ª ai campionati balcanici ( Kraljevo), 200 metri piani - 23"41
- Oro ai campionati balcanici ( Kraljevo), Staffetta 4x100 m - 44"65

2024
- Bronzo ai campionati balcanici ( Smirne), 100 metri piani - 11"43
- Bronzo ai campionati balcanici ( Smirne), 200 metri piani - 23"89
- Argento ai campionati balcanici ( Smirne), Staffetta 4x100 m - 44"36

2025
- 11ª ai Campionati europei a squadre, ( Maribor), Staffetta 4x100 m - 45"18